# Спів братів
Спів Братів — український рок-гурт, створений 01 жовтня 2010 року у місті Черкаси. Гурт складається з чотирьох рідних братів: Дмитра, Артемія, Антонія і Леонтія Осичнюків.

## Історія
Рок-гурт «Спів Братів» створений у 2010 році з ініціативи старшого брата 18-річного Дмитра Осичнюка, який запросив до гурту своїх молодших братів: 15-річного Артемія та 14-річних близнюків Антонія та Леонтія. Усі четверо — випускники Черкаського музичного коледжу ім. С. С. Гулака-Артемовського.
У листопаді 2013 року брати Осичнюки разом з батьком Володимиром пройшли до фіналу телевізійного шоу «Одна Родина» на телеканалі Інтер. Завдяки схожості чотирьох братів на «ліверпульську четвірку» на шоу до гурту «Спів Братів» приклеїлась назва «український Бітлз».
У жовтні 2014 року гурт «Спів Братів» до 200-ї річниці народження Тараса Шевченка презентував програму «Батьку-Кобзарю», яка складалася з п'ятьох пісень, написаних на вірші Шевченка «І досі сниться: під горою…», «Світає, край неба палає…», «Тече вода з-під явора», «Садок вишневаий коло хати», «Посланіє», а також однієї авторської пісні «Батьку-Кобзарю», метою якої було популяризувати творчість Шевченка серед школярів.
8 лютого 2015 року брати Осичнюки переспівали хіти гурту Бітлз українською мовою завдяки еквіритмічному перекладу Олександра Виженка із Запоріжжя. Він разом з сином переклали всі пісні «Бітлз», а їх більше двохсот.
17 лютого 2015 року гурт «Спів Братів» випустив свій перший альбом під назвою «З любов'ю в серці, енергією в тілі і рок-н-ролом в голові».
Протягом лютого-квітня 2015 року брати разом з батьком брали участь у шоу «Україна Має Талант», де стали півфіналістами.
В лютому 2016 року до другої річниці пам'яті Героїв Майдану (Небесна Сотня) створили пісню «Очі Небесної Сотні» на слова Олександра Виженка.
20 березня 2016 гурт взяв участь у Національному фіналі Global Battle Of The Bands, де посів четверте місце.
В січні 2022 року «Спів Братів» взяв участь в 12 сезоні шоу Голос Краіни. Гурт пройшов сліпі прослуховування завдяки спецпроекту «Другий шанс», який представили в цьому сезоні Олександра Заріцька і Андрій Мацола. Після успішно пройдених трьох етапів «Другого шансу», участь в шоу була припинена в зв'язку з російським вторгненням в Україну 24 лютого 2022 року.
В березні-травні 2022 в проекті «Музична оборона» вийшли сінгли «В городі Херсоні», «Чорнобаївка», «Бункер», «Масква», «Ти кнопка».

## Учасники
- Дмитро Осичнюк (н. 1 листопада 1991) — вокал, гітара, губна гармоніка, укулеле, клавіші
- Артемій Осичнюк (н. 24 жовтня 1994) — ударні, перкусія, ксилофон, бек-вокал
- Антоній Осичнюк (н. 14 серпня 1996) — соло-гітара, бек-вокал, вокал
- Леонтій Осичнюк (н. 14 серпня 1996) — бас-гітара, бек-вокал, контрабас

## Дискографія
- 2014 — «Батьку-Кобзарю» (концептуальний альбом)
- 2015 — «З любов'ю в серці, енергією в тілі і рок-н-ролом в голові» (студійний альбом)
- 2016 — «Земля і небо» (подвійний альбом)
- 2018 — «Once Upon A Time» (англомовний міні-альбом)
- 2022 — «Музична оборона»